# آکورد آلتره

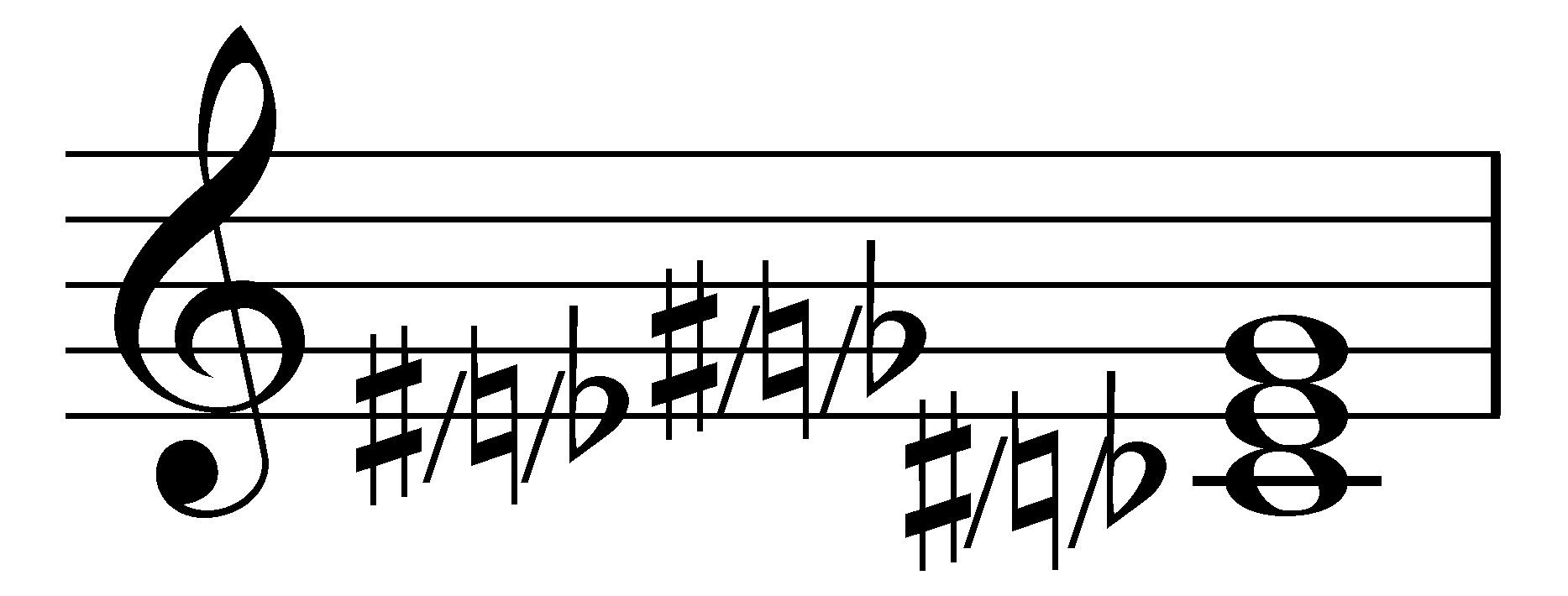
امکانات تغییرات کروماتیکی در یک آکورد «سه صدایی»

آکورد آلتره (انگلیسی: Altered chord) در موسیقی، آکوردی از یک یا چند نت تغییر یافته به بالا یا پایین در یک گام دیاتونیک است که به اندازهٔ نیم پردهٔ کروماتیک تغییر می‌کند. معمول‌ترین روش استفاده از «آکورد آلتره»، قرض گرفتن آکورد از گام موازی یا همسایه است و شایع‌ترین کاربرد آن در آکوردهای فرعی است.

## ویژگی
آکورد آلتره درجه گام را تغییر نمی‌دهد و در هارمونی، برای تقویت پیوند با آکورد بعدی است که با حل آن، تأثیری مطلوب در شنونده دارد. کاربرد دیگر «آکورد آلتره» یا «آلتراسیون» در گام، تغییر آکورد مینور یا ماژور به آکورد کاسته یا افزوده یا به عنوان «آکورد واسطه»، برای مدولاسیون است.
انواع آکوردهای آلتره در دوره رمانتیک توسط آهنگسازانی مانند شوپن گسترش یافت و در موسیقی جاز نیز مورد استفاده فراوان قرار می‌گیرد.
|                    |  |                      |
| وصل آکورد با آلتره |  | وصل آکورد بدون آلتره |